# كلية السلام الجامعة
كلية السلام الجامعة الأهلية(كلية الشيخ محمد الكسنزان الجامعة سابقاً) هي جامعة عراقية أهلية تأسست عام 2005م وتقع قرب منطقة السيدية في بغداد، العراق.

## التأسيس
عندما تأسست كان أسمها كلية الشيخ مُحمد الكسنزان الجامعة، تأسست في عام 2003م، لكنها حصلت على اعتراف وزارة التعليم العالي والبحث العلمي عام 2005م.

## الأقسام
تضم 15 قسما:
- قسم القانون.
- قسم اللغة الإنجليزية.
- قسم الدراسات الإسلامية وحوار الأديان والحضارات.
- قسم هندسة تقنيات الحاسوب والاتصالات.
- قسم المالية والمصرفية.
- قسم تقنيات المختبرات المرضية.
- قسم تقنيات التخدير.
- قسم تقنيات الأدلة الجنائية.
- قسم تقنيات الأشعة والسونار.
- قسم تقنيات البصريات.
- قسم هندسة تقنيات الأجهزة الطبية.
- قسم الإعلام.
- قسم العلوم السياحية.
- قسم التربية البدنية والعلوم الرياضية.
- قسم هندسة تقنيات التبريد والتكييف.
- قسم طب الأسنان